# Bufo vertebralis
Bufo vertebralis és una espècie d'amfibi que viu a Sud-àfrica i, possiblement també, a Botswana.
Està amenaçada d'extinció per la pèrdua del seu hàbitat natural.